# Lazzaro felice
Lazzaro felice (br: Feliz como Lázaro) é um filme de drama italiano de 2018 dirigido por Alice Rohrwacher. Foi selecionado para concorrer à Palma de Ouro no Festival de Cinema de Cannes, onde Rohrwacher ganhou o prêmio de Melhor Roteiro.

## Elenco
- Nicoletta Braschi como marquesa Alfonsina De Luna
- Adriano Tardiolo como Lazzaro
- Sergi López como Ultimo
- Alba Rohrwacher como Antonia adulta
- Luca Chikovani como Tancredi jovem
- Agnes Graziani como Antonia jovem
- Tommaso Ragno como Tancredi adulto[1]

## Recepção
No Rotten Tomatoes, 89% dos críticos deram ao filme uma avaliação positiva com base em 72 comentários, com uma classificação média de 7,8/10. O consenso dos críticos do site diz: "Lazzaro felice usa os altos e baixos de uma amizade como uma tela satisfatoriamente expansiva para um filme rico em profundidade temática e cinematográfica". No Metacritic, o filme tem uma pontuação média ponderada de 87 de 100 com base em 27 críticas, indicando "aclamação universal".

## Prêmios
| Prêmio                    | Categoria                            | Destinatário(s) e nomeado(s) | Resultado | Ref.  |
| ------------------------- | ------------------------------------ | ---------------------------- | --------- | ----- |
| Cannes Film Festival      | Melhor Roteiro                       | Alice Rohrwacher             | Venceu    | [ 4 ] |
| National Board of Review  | Top 5 - Melhores Filmes Estrangeiros | Lazzaro felice               | Venceu    | [ 5 ] |
| Independent Spirit Awards | Melhor Filme Internacional           | Lazzaro felice               | Indicado  | [ 6 ] |